# هلن ترنر
هلن ترنر (انگلیسی: Helene Thurner؛ زادهٔ ۱۲ اوت ۱۹۳۸) از برندگان مدال‌های بازی‌های المپیک زمستانی لژسوار اهل اتریش است.